# Самойлик, Нина Васильевна
Нина Васильевна Самойлик — советский хозяйственный, государственный и политический деятель, Герой Социалистического Труда.

## Биография
Родилась в 1908 году в городе Валки. Член КПСС.
С 1927 года — на хозяйственной, общественной и политической работе. В 1927—1968 гг. — учитель в начальных классах в школах города Харькова, в течение 1934—1938 годов училась на географическом факультете Харьковского университета. По окончании обучения Н. В. Самойлик работала учителем географии, заместителем директора. С 1944 года до 1972 года — директор средней школы № 126 г. Харьков Украинской ССР.
Была делегатом на Всесоюзном съезде учителей СССР. Указом Президиума Верховного Совета СССР от 1 июля 1968 года за большие заслуги в деле обучения и коммунистического воспитания учащихся присвоено звание Героя Социалистического Труда с вручением ордена Ленина и золотой медали «Серп и Молот». Была награждена медалью имени А. С. Макаренко.
Умерла в Харькове в 1972 году.